# Gare de Trois-Puits
Gare de Trois-Puits vasútállomás Franciaországban, Trois-Puits településen.

## Vasútvonalak
Az állomást az alábbi vasútvonalak érintik:
- Épernay–Reims-vasútvonal

## Kapcsolódó állomások
A vasútállomáshoz az alábbi állomások vannak a legközelebb:
- Gare de Montbré